# Botschaft der Vereinigten Staaten in Saigon

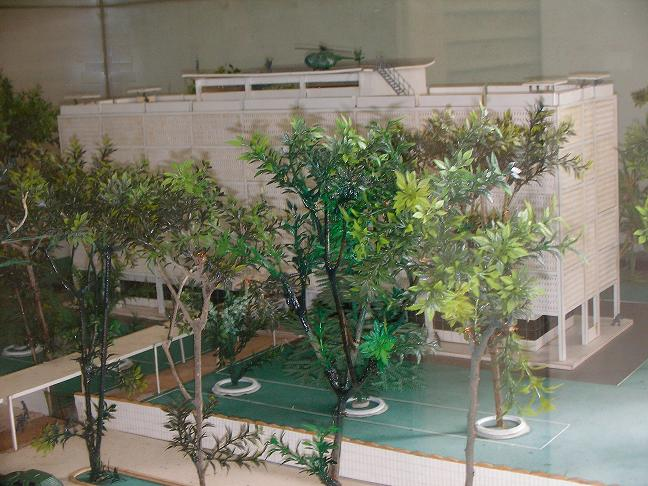
Modell des Botschaftsgebäudes

Die Botschaft der Vereinigten Staaten von Amerika in Sàigòn war von 1950 bis 1975 der Sitz der diplomatischen Vertretung der Vereinigten Staaten von Amerika (USA) in  der Hauptstadt der Republik Vietnam.

## Erstes Botschaftsgebäude

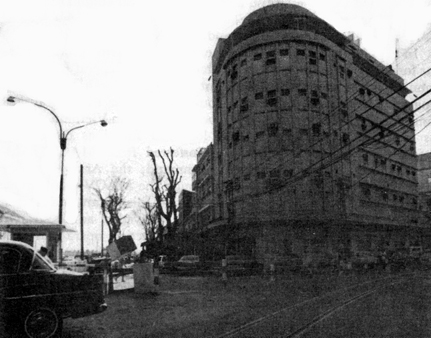
Altes Botschaftsgebäude in Saigon

Die erste Botschaft befand sich in einem Stadthaus unweit des Saigon-Flusses im heutigen Stadtbezirk 1. Schon 1960 wurde das Botschaftsgebäude für nicht mehr zeitgemäß befunden. Für einen Neubau wurden jedoch keine Gelder zur Verfügung gestellt. Nach einem Bombenanschlag am 30. März 1965, bei dem 22 Menschen, darunter zwei Amerikaner, getötet wurden, wurde der Neubau des Botschaftsgebäudes dann doch beschlossen.

## Neubau
Der Neubau der US-Botschaft entstand am Thong Nhut Boulevard. Das 2,6 Millionen US-Dollar teure, sechsstöckige Gebäude lag auf einem 1,21 Hektar großen Gelände und war von einer zwei Meter hohen Betonmauer umgeben. Der erste Spatenstich erfolgte am 11. Juni 1965. Im Oktober 1965 begannen die Bauarbeiten an den Fundamenten und den ersten Stockwerken. 1967 wurde das Gebäude seinem Bestimmungszweck übergeben.

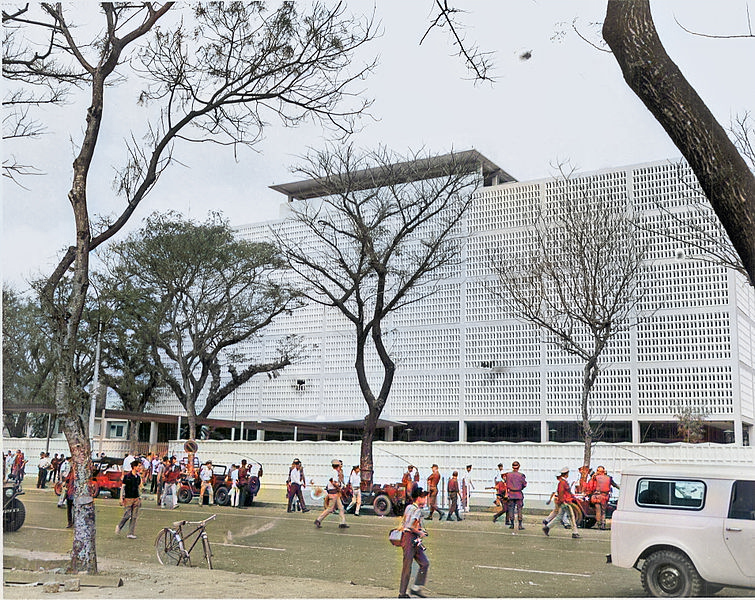
Das Botschaftsgebäude während der Kämpfe am 31. Januar 1968

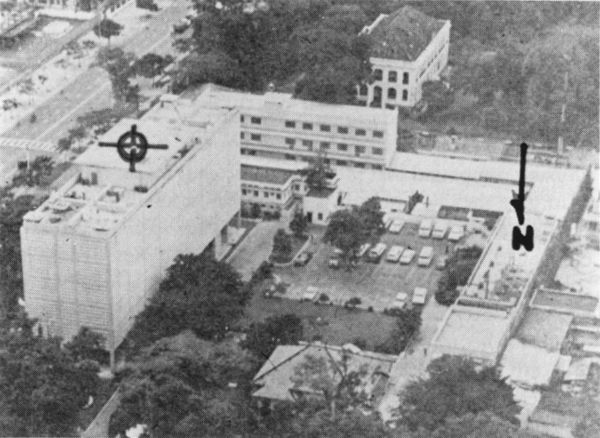
Luftbild der Botschaft (links im Bild), die Botschaft Frankreichs ist oben im Bild zu sehen

Während des Vietnamkrieges drangen zu Beginn der Tet-Offensive am Morgen des 31. Januar 1968 19 Sappeure des Vietcong durch ein gesprengtes Loch in der Mauer auf das Botschaftsgelände ein und hielten das Gelände sechs Stunden besetzt. Zwei Militärpolizisten und ein Soldat des USMC wurden während der Kämpfe getötet. Soldaten der 101. US-Luftlandedivision eroberten das Gelände am Mittag zurück und töteten alle vietnamesischen Eindringlinge.
Am 29. April 1975 wurden vom Gelände der US-Botschaft während der Operation Frequent Wind mehrere hundert US-Bürger und tausende vietnamesischer Flüchtlinge per Hubschrauber vom Hubschrauberlandeplatz auf dem Dach vor der heranrückenden Nordvietnamesischen Armee auf Schiffe der US-Marine vor der Küste evakuiert. Am Morgen des 30. April verließ Botschafter Graham Martin als letzter US-Botschafter in Südvietnam das Gebäude und wurde auf die Blue Ridge ausgeflogen.

## Heutige Nutzung
Auf dem ehemaligen Botschaftsgelände befindet sich jetzt das Konsulat der Vereinigten Staaten in Ho-Chi-Minh-Stadt. Das ehemalige Botschaftsgebäude wurde 1998 abgerissen.

## Botschafter
siehe Liste der Botschafter der Vereinigten Staaten in Südvietnam